# Paracerceis glynni
Paracerceis glynni är en kräftdjursart som beskrevs av Brian Frederick Kensley1984. Paracerceis glynni ingår i släktet Paracerceis och familjen klotkräftor. Inga underarter finns listade i Catalogue of Life.